# Daniele Fagarazzi
Daniele Virgilio Fausto Fagarazzi (Milano, 3 ottobre 1944 – Milano, 29 luglio 2019) è stato un fumettista italiano.

## Biografia
Negli anni sessanta collaborò come animatore e operatore nello studio dei fratelli Toni e Nino Pagot mentre con varie agenzie pubblicitarie realizzava animazioni, soggetti e storyboard; esordì come autore di fumetti nel 1968 pubblicando alcune storie per la rivista Horror edito da Gino Sansoni. Negli anni settanta, per il Corriere dei ragazzi realizzò su testi di Alfredo Castelli le serie umoristiche Zio Boris, Otto Krunz e Tilt, oltre alla serie avventurosa Sandokan, trasposizione a fumetti della omonima serie televisiva. Oltre a essere attivo anche nel campo pubblicità e del merchandising, collabora anche con altre pubblicazioni a fumetti come SuperGulp!.
Negli anni ottanta realizzò la serie umoristica Dottor Beruscus sempre su testi di Castelli, continuando l'attività nel campo pubblicitario con storyboard per la Saatchi & Saatchi e per altre agenzie di pubblicità; creò inoltre gadget promozionali per varie aziende. All'inizio degli anni novanta diventò supervisore artistico della Warner Bros. Licensing Italia, società che gestisce il merchandising relativo a personaggi della serie Looney Tunes e Tiny Toons. Tornò a disegnare fumetti realizzando con Castelli una nuova serie di tavole col personaggio di Zio Boris, pubblicate in appendice a Martin Mystère edito dalla Sergio Bonelli Editore.
È morto a Milano il 29 luglio 2019, ed è stato cremato.